# Olle Eriksson (konstnär)
Olle Emanuel "Droppen" Eriksson, född 24 augusti 1939 i Gimåfors, Torps socken, Medelpad, är en svensk konstnär.
Han är son till skogstjänstemannen och konservatorn Sigurd och Hilda Eriksson. Som konstnär är Eriksson autodidakt. Han fick anställning i ett företag i Stockholm som arbetade med glasgravyr och blymakeri (blyinfattade fönster) detta arbete var kreativt och innebar att han fick sin konstnärliga ådra att växa. Runt om i kyrkor, privata hem, restauranger och offentliga miljöer finns det dag konstverk i form av blyinfattningar och glasblästringar som han har utfört. Han utförde bland annat arbeten i glas efter Jan Brazdas skisser. Han har varit yrkesmässigt verksam som konstnär sedan 1984 och har med sin Vattendroppe blivit känd inom landet. Han har ställt ut separat på ett flertal platser i Sverige samt i Köpenhamn och medverkat i ett antal samlingsutställningar bland annat i Stockholm, Grisslehamn, Norrköping, Örebro slott och på Arvika Konsthall.
Utmärkande för hans konst är att i målningarna finns alltid en eller en grupp fokuserande vattendroppar som framför ett budskap och många av dessa målningar är utgivna som konstkort. För Värmlandstrafik designade han utformningen av Värmlands gladaste buss.
Eriksson är representerad i Grums kyrka.